# دواء نفسي

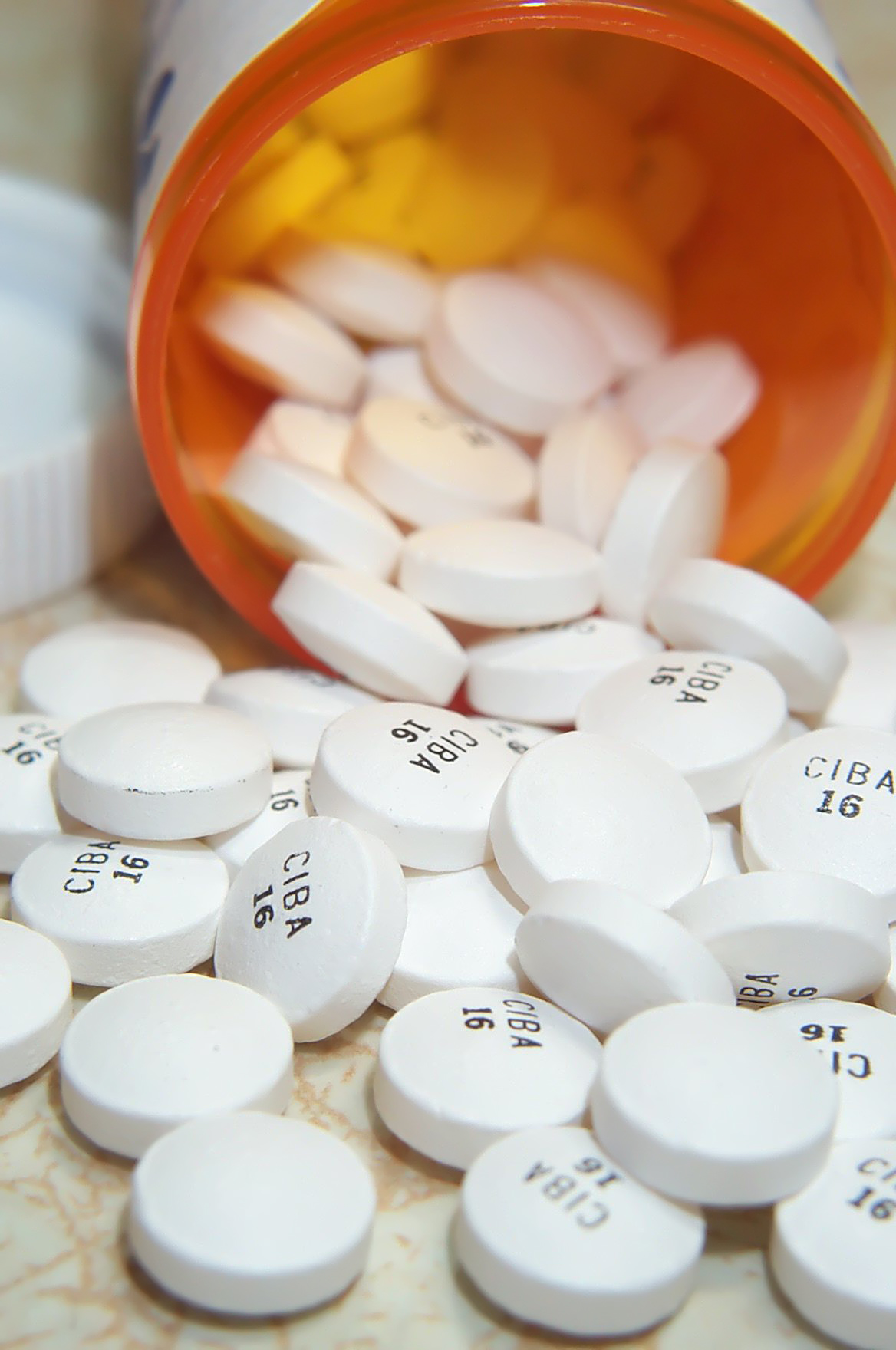
ريتالين

الدواء النفسي أو المؤثرات العقلية هي أدوية ذات تأثير نفسي، تستخدم للتأثير على التركيب الكيميائي للدماغ والجهاز العصبي. وهي أدوية غير مرخصًا لها بدون وصفة طبية، حيث ان آلية عملها هي التأثير على التركيب الكيميائي للدماغ والجهاز العصبي. وبالتالي، يتم استخدام هذه الأدوية لعلاج الأمراض العقلية. عادة ما يتم وصفه في بيئات نفسية، وعادة ما تكون هذه الأدوية مصنوعة من مركبات كيميائية اصطناعية. منذ منتصف القرن العشرين، تقود هذه الأدوية علاجات لمجموعة واسعة من الاضطرابات العقلية وتقلل من الحاجة إلى العلاج طويل الأجل في المستشفى، وبالتالي خفضت تكلفة الرعاية الصحية العقلية. النكوص أو إعادة الاستشفاء للمرضى العقليين مرتفع في العديد من البلدان، وأسباب الانتكاسات قيد البحث.

## التاريخ
طُورت العديد من الأدوية النفسية الهامة في منتصف القرن العشرين. في عام 1948، استُخدم الليثيوم لأول مرة كدواء نفسي. ومن أهم الاكتشافات الكلوربرومازين، وهو مضاد ذهان أعطي لأول مرة لمريض في عام 1952. وفي العقد نفسه، أجرى يوليوس أكسلرود بحثًا حول تفاعل الناقلات العصبية، ما مهد لتطوير المزيد من العقاقير. وقد ازدادت شعبية هذه الأدوية زيادة كبيرة منذ ذلك الحين، إذ يوصف الملايين منها سنويًا.
أدى اعتماد هذه الأدوية إلى تغييرات جذرية في علاج الأمراض العقلية. وقد عنى ذلك أنه يمكن علاج المزيد من المرضى دون الحاجة إلى الحجز في مستشفى الأمراض النفسية. وكان هذا أحد الأسباب الرئيسية التي اتجاه العديد من البلدان نحو الرعاية غير المؤسسية، فأغلقت العديد من هذه المستشفيات كي يتسنى للمرضى تلقي العلاج في منازلهم وفي المستشفيات العامة والمرافق الأصغر حجمًا.
واعتبارا من عام 2013، كانت الأدوية النفسية العشرة الأكثر وصفًا تبعًا لعدد الوصفات هي ألبرازولام، وسيرترالين، وسيتالوبرام، وفلوكستين، ولورازيبام، وترازودون، وإسيتالوبرام، ودولوكستين، وبوبروبيون XL، وفنلافاكسين XR.

## إعطاء ووصف الأدوية
الأدوية النفسية هي أدوية بوصفة، أي تتطلب وصفة طبية من طبيب، كطبيب نفسي أو ممرض نفسي ممارس. وقد منحت بعض الولايات والأقاليم الأمريكية، بعد إنشاء حركة سلطة الأطباء النفسيين لتحرير الوصفات، امتيازات كتابة الوصفات للأطباء النفسيين السريريين ممن تلقوا تعليمًا وتدريبًا متخصصًا إضافيًا في علم النفس الطبي. بالإضافة إلى الجرعة المعروفة بشكل حبوب دوائية، فإن أساليب إعطاء الأدوية النفسية آخذة بالتطور. وتشمل التقنيات الجديدة الحقن عبر الأدمة أو عبر المخاطية أو الاستنشاق أو التحاميل أو حقن المكملات بطيئة التحرر.

## البحث
يدرس علم الأدوية النفسية مجموعة واسعة من المواد ذات أنواع مختلفة من الخصائص نفسية المفعول. لا تركز الميادين المهنية والتجارية لعلم الأدوية وعلم النفس الدوائي عادة على المخدرات النفسية أو الاستجمامية، وبالتالي فإن غالبية الدراسات تجرى على الأدوية النفسية. وبينما تُجرى دراسات على جميع العقاقير نفسية المفعول من قِبل كلا الميدانين، يركز علم النفس الدوائي على التفاعلات ذات التأثير النفساني والكيميائي داخل الدماغ. الأطباء الذين يبحثون في الأدوية النفسية هم أخصائيون في علم النفس الدوائي.

## الآثار السلبية وآثار السحب
إن الاضطرابات النفسية كالاكتئاب، والذهان، والاضطراب ثنائي القطب شائعة وتكتسب قبوًلا أوسع في الولايات المتحدة. وأكثر أنواع الأدوية استخدامًا لهذه الاضطرابات هي مضادات الاكتئاب، ومضادات الذهان، والليثيوم. ولسوء الحظ، ترتبط هذه الأدوية بسمية عصبية كبيرة.
تنطوي الأدوية النفسية على مخاطر لآثار سلبية سامة عصبيًا. ويمكن أن تؤدي السمية العصبية إلى تقليل امتثال المريض للدواء. ومن الممكن معالجة بعض التأثيرات السلبية عرضيًا من خلال استخدام أدوية مساعدة كمضادات الكولين (مضادات موسكارينية). وقد تظهر بعض الآثار السلبية المترتبة على ظاهرة الارتداد أو السحب، كاحتمال ظهور أو إعادة ظهور مرض ذهاني مفاجئ أو حاد أثناء سحب مضاد الذهان عند وقف تناول الأدوية أو وقفها بسرعة كبيرة.

### مشاركات دوائية مع مخاطر غير مجرّبة سريريًا
في حين أن التجارب السريرية للأدوية النفسية، شأنها في ذلك شأن الأدوية الأخرى، تختبر الأدوية بشكل منفصل عادة، ثمة ممارسة في الطب النفسي (أكثر من ممارستها في الطب الجسدي) يُستخدم فيها تعدد الأدوية مع مشاركات دوائية لم تُختبر معًا قط في التجارب السريرية (رغم أن كل الأدوية المعنية اجتازت التجارب السريرية بشكل منفصل). يُزعم أن تعدد الأدوية النفسية يشكل خطر حدوث تأثيرات ضارة على أرض الواقع، بالأخص تلف الدماغ، والتي لا تظهر في التجارب السريرية لكل دواء على حدة (على غرار تعاطي المخدرات المختلط الذي يسبب ضررًا أكبر بكثير من الأذيات الدماغية المضافة الناجمة عن استخدام مخدر غير قانوني واحد فقط). بعيدًا عن التجارب السريرية، ثمة أدلة على زيادة في معدل الوفيات عند تحويل المرضى النفسيين إلى تعدد الأدوية مع زيادة عدد الأدوية المُشارَكة.

## الأنواع
ثمة خمس مجموعات رئيسية من الأدوية النفسية.
- مضادات الاكتئاب، تعالج الاضطرابات المتباينة مثل الاكتئاب السريري، والاكتئاب الجزئي، واضطراب القلق، واضطراب الأكل، واضطراب الشخصية الحدي.
- مضادات الذهان، تعالج الاضطرابات النفسية مثل الفصام والأعراض النفسية التي تحدث في سياق اضطرابات أخرى كاضطرابات المزاج. وتستخدم أيضا لعلاج الاضطراب ثنائي القطب.
- مضادات القلق، تعالج اضطرابات القلق، وتشمل التنويم المغناطيسي والمهدئات
- مثبتات المزاج، تعالج الاضطراب ثنائي القطب والاضطراب الفصامي العاطفي.
- المنبهات، تعالج اضطرابات مثل اضطراب نقص الانتباه مع فرط النشاط والنوم القهري.

## مضادات الاكتئاب
مضادات الاكتئاب هي أدوية تستخدم لعلاج الاكتئاب السريري، وغالبًا ما تستخدم أيضًا في القلق والاضطرابات الأخرى. معظم مضادات الاكتئاب تمنع تفكك السيروتونين، والنورإبينفرين، و/أو الدوبامين. ثمة فئة شائعة الاستخدام من مضادات الاكتئاب تسمى مثبطات استرداد السيروتونين الانتقائية (SSRIs)، والتي تعمل على ناقلات السيروتونين في الدماغ لزيادة مستويات السيروتونين في الشق المشبكي. ثمة فئة أخرى هي مثبطات استرداد السيروتونين-نورإبنفرين (SNRIs) التي تزيد تركيز كل من السيروتونين والنورإبينفرين. وغالبًا ما تحتاج مضادات الاكتئاب 3-5 أسابيع لتحدث تأثيرًا ملحوظًا مع تكيف تنظيم المستقبلات في الدماغ. ثمة فئات متعددة من مضادات الاكتئاب ذات آليات عمل مختلفة. ثمة نوع آخر من مضادات الاكتئاب وهو مثبطات أكسيداز أحادي الأمين (MAOI)، والذي يعتقد أنها تمنع عمل أوكسيداز أحادي الأمين، وهو الإنزيم الذي يفكك السيروتونين والنورإبينفرين. ولا تستخدم أدوية (MAOI) كعلاج من الدرجة الأولى بسبب خطر حدوث نوبة فرط ضغط الدم المرتبطة باستهلاك الأغذية الحاوية على الحمض الأميني، التيرامين.
مضادات الاكتئاب الشائعة:
- فلوكستين (بروزاك)، SSRI
- باروكستين (باكسيل، سيروكسات)، SSRI
- سيتالوبرام (سيليكسا)، SSRI
- إسيتالوبرام (ليكسابرو)، SSRI
- سيرترالين (زولوفت)، SSRI
- دولوكستين (سيمبالتا)، SNRI
- فينلافاكسين (إيفكسور)، SNRI
- بوبروبيون (ويلبوترين)، NDRI (مثبط استرداد نورإبينفرين-دوبامين)
- ميرتازابين (ريميرون)، NaSSAs (مضادات الاكتئاب السيروتونية النوعية والنورأدرنرجية)
- إيزوكاربوكسازيد (ماربلان)، MAOI
- فينيلزين (نارديل)، MAOI
- ترانيلسيبرومين (بارنات)، MAOI
- أميتربتيلين (إيلافيل)، TCA (مضادات الاكتئاب ثلاثيَّة الحلقة)

## أنواع
هناك ست مجموعات رئيسية من الأدوية النفسية.
- مضادات الاكتئاب، والتي تعالج الاضطرابات المتباينة مثل الاكتئاب السريري، وعسر الهضم، واضطرابات القلق، واضطرابات الأكل، واضطراب الشخصية الحدية.[18]
- مضادات الذهان، التي تعالج الاضطرابات الذهانية مثل الفصام والأعراض الذهانية التي تحدث في سياق الاضطرابات الأخرى مثل اضطرابات المزاج.
- مزيلات القلق، والتي تعالج اضطرابات القلق.
- مثبطات، والتي تستخدم المنومات، والمهدئات، التخدير.
- مثبتات المزاج، والتي تعالج الاضطراب الثنائي القطب واضطراب الفصام.
- المنشطات، التي تعالج الاضطرابات مثل اضطراب نقص الانتباه وفرط النشاط والخدار.

## روابط خارجية
- الأطفال والأدوية النفسية - عرض متعدد الوسائط
- الأدوية النفسية: مضادات الاكتئاب، مضادات الذهان، مضادات الذهان، مضادات الإيمان، الأدوية المنشطة